# Willi Schmid

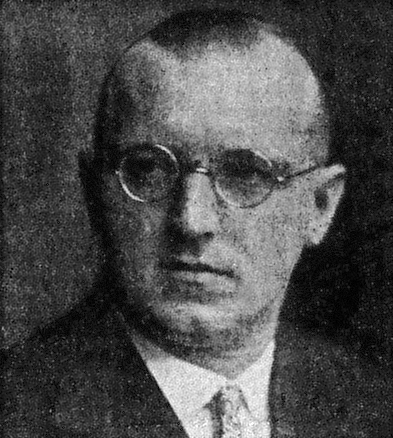
Wilhelm Eduard Schmid (um 1930)

Wilhelm Eduard „Willi“ Schmid (* 12. April 1893 in Weilheim in Oberbayern; † 30. Juni 1934 im oder in der Nähe des KZs Dachau) war ein deutscher Musikkritiker und Lyriker. Schmid wurde bekannt als Musikkritiker der Münchner Neuesten Nachrichten sowie als irrtümliches Opfer der Röhm-Putsch genannten nationalsozialistischen „Säuberungsaktion“.

## Leben

### Jugend und Ausbildung
Nach dem Schulbesuch studierte Schmid an der Ludwig-Maximilians-Universität München. Als Teilnehmer am Ersten Weltkrieg erlitt er einen Bauchschuss. Nach der Rückkehr aus dem Krieg setzte er seine Studien fort, die er mit der Promotion zum Dr. phil. abschloss. Seine Dissertation, die von Alois Fischer und Albert Rehm betreut wurde, befasst sich mit dem Thema Stellung und Quellen des Präventivgedankens bei Don Bosco im Zusammenhang mit der pädagogischen Lage seiner Zeit. Die mündliche Prüfung fand am 22. Juli 1922 statt. Zum Druck freigegeben wurde die Arbeit am 6. Juli 1923.

### Laufbahn als Musikkritiker
Als ausübender Musiker spielte Schmid Cello und studierte die Gambe unter Christian Döbereiner. Er gründete das Münchner Violenquintett und unternahm mit ihm Konzertreisen in Deutschland und Italien. In den 1920er Jahren wurde er als Journalist bekannt. Er schrieb vielgelesene Musikkritiken unter anderem für den Bayrischen Kurier und die Münchner Neuesten Nachrichten sowie für die Schweizerische Musikzeitung.

### Ermordung
Am Abend des 30. Juni 1934 wurde Schmid gegen 19:20 Uhr in seiner Münchener Wohnung von mehreren SS-Leuten im Rahmen der Röhm-Affäre verhaftet und ins KZ Dachau verschleppt, wo er noch am selben Tag – ohne vorher richtig verhört worden zu sein – erschossen wurde. Die Erschießung wurde wahrscheinlich zwischen 23:00 und 24:00 Uhr vom Arrestaufseher des Lagers, Johann Kantschuster, im Vorhof des Arrestgebäudes ausgeführt. Schmid hinterließ seine Frau und drei Kinder. Der Leichnam wurde am Abend des 3. Juli unter der Bahnüberführung bei Dachau an seine Angehörigen in einem versiegelten Sarg mit dem Verbot übergeben, diesen zu öffnen.
In der älteren Literatur wurde Schmids Ermordung zurückgeführt auf eine Verwechselung seiner Person mit dem Münchener SA-Gruppenführer Wilhelm Schmid oder mit dem SA-Standartenführer Hans Walter Schmidt, dem Adjutanten des schlesischen SA-Führers Edmund Heines. Später wurde lange Zeit von einer Verwechselung Schmids mit dem Arzt Ludwig Schmitt ausgegangen, der 1933 Otto Strasser, dem Anführer der Schwarzen Front, einer sezessionistischen Abspaltung der NSDAP, bei dessen Flucht ins Ausland geholfen hatte. Am frühesten fand diese These sich bei Heinz Höhne, in dessen Buch Der Orden unter dem Totenkopf. Später wurde sie u. a. von dem Hitler-Biographen Ian Kershaw übernommen.
Die am stärksten quellenunterfütterten Angaben über die Hintergründe des Mordes an Schmid liefert jedoch Hans-Günter Richardi in seinem Buch Geheimakte Gerlich/Bell von 1993. In diesem verweist er auf Ermittlungen der Münchener Staatsanwaltschaft zum Mord an Schmid von Ende der 1940er Jahre, die für eine Verwechselung mit einem anderen Mitarbeiter der Münchner Neuesten Nachrichten namens Paul Schmitt sprechen: Diese Ermittlungen hätten ergeben, dass der Leiter des Sicherheitsdienstes der SS, Reinhard Heydrich, mit dem erwähnten Paul Schmitt verfeindet war, seit dieser 1933 zusammen mit Josef Müller (dem späteren Gründer der CSU) versucht hatte, über Rudolf Heß gegen Himmler und Heydrich vorzugehen. Im April 1934 habe Heydrich deshalb Walther Ilges, einem Mitarbeiter des SD-Hauptamtes in München, die Anweisung erteilt, einen „Schmidt Neueste Nachrichten“ auf die interne Schwarze Liste des SD zu setzen, wobei er an Schmitt gedacht habe. Am 22. Juni 1934, als die Vorbereitungen für die Liquidierung aller auf der Schwarzen Liste des SD stehenden Personen eingeleitet worden seien, sei dann der Kriminaldirektor Joseph Schreieder von der Bayerischen Politischen Polizei durch seinen Vorgesetzten, den Regierungsrat Brunner, aufgrund einer vorangegangenen entsprechenden Aufforderung des SD-Oberabschnitts Süd an Brunner, beauftragt worden, die Adresse eines „Dr. Schmidt Münchener Neueste Nachrichten“ festzustellen, womit Dr. Paul Schmitt gemeint gewesen sei. Schreieder habe daraufhin die Schackstraße Nr. 3 als Wohnung erkundet. Dies sei jedoch ein Irrtum gewesen, da dies nicht die Adresse des gesuchten Mitarbeiters der Münchner Neuesten Nachrichten namens „Dr. Schmidt“ (d. h. Paul Schmitt) war, sondern die eines anderen Mitarbeiters dieser Zeitung, der zufällig ebenfalls „Dr. Schmidt“ (nämlich Wilhelm Eduard Schmid) hieß. Infolge dieser Personenverwechselung sei dann am 30. Juni der falsche MNN-Mitarbeiter namens Schmidt/Schmitt/Schmid (eben Schmid) verhaftet und nach Dachau verschleppt worden.
Werner Best, der 1934 Chef des SD-Oberabschnitts Süd in München war, bestätigte nach dem Zweiten Weltkrieg, dass er, Best, im Juni 1934 aus Berlin Weisung erhalten habe, die Anschrift eines „Journalisten Dr. Schmidt“ feststellen zu lassen und dass er daraufhin einen Beamten der Bayerischen Politischen Polizei (nach Lage der Dinge den Regierungsrat Brunner, der wiederum Schreieder beauftragte) damit beauftragte, die Anschrift festzustellen. Auf Grund der ermittelten Anschrift sei dann der Musikkritiker Schmid infolge eines Irrtums verhaftet, nach Dachau gebracht und dort erschossen worden. Er selbst, Best, habe den Irrtum, nachdem er ihm zur Kenntnis kam, sofort Heydrich in Berlin gemeldet. Dieser sei „über diesen Missgriff sehr ungehalten“ gewesen.
Am 6. Juli 1934 wurde in den Münchner Neuesten Nachrichten eine Todesanzeige veröffentlicht, die den Tod Schmids meldete, der „infolge eines Unglücksfalls jäh aus unserem Kreis geschieden ist“. Am 31. Juli 1934 suchte Rudolf Heß Schmids Witwe auf, entschuldigte sich für die versehentliche Erschießung und versicherte ihr, dass auf ihren Mann „nicht der Schatten einer Schuld“ fallen würde.
Die Grabrede bei Schmids Begräbnis hielt der Priester und Dichter Peter Dörfler. Der mit Schmid befreundete Philosoph Oswald Spengler widmete ihm 1935 den Text Gedicht und Brief. Dem Gedächtnis Willi Schmids, der in der Werkausgabe der Reden und Aufsätze Spenglers enthalten ist.

## Familie
Wilhelm Schmid war mit Katharina Schmid, geborene Tietz (* 13. Mai 1899 in Schwerin; † 15. Juli 1985 in den USA) verheiratet. Aus der Ehe gingen die Kinder Thomas, Hedi und Renate „Duscha“ Schmid Weisskopf hervor, die später den Physiker Victor Weisskopf heiratete. Über ihren Vater verfasste sie das Buch Willi Schmid. A Life in Germany. Katharina („Käthe“) Schmid verließ mit ihren Kindern 1937 Deutschland und heiratete im Juli 1938 in Österreich den Extrembergsteiger und Physiker Hermann Wilhelm Hoerlin. 1939 wurde die gemeinsame Tochter Bettina Hoerlin geboren. Die Familie siedelte kurz darauf in die USA über. Katharina Schmid, nunmehr Kate Eva Hoerlin, erhielt 1944 die amerikanische Staatsbürgerschaft und bescheinigte am 7. Juli 1945 in New York die Vorgänge um Verhaftung und Ermordung ihres ersten Ehemannes in einem Affidavit, das der Anklageschrift der Nürnberger Prozesse beigefügt wurde. Sie verwies auf eine mögliche Verwechslung mit dem SA-Führer Willi Schmidt.

## Schriften
- Stellung und Quellen des Präventivgedankens bei Don Bosco im Zusammenhang mit der pädagogischen Lage seiner Zeit, München 1923 (Dissertation).
- Unvollendete Symphonie, Verlag R. Oldenbourg, München/Berlin 1935.
- Der Nachlass Willi Schmids ist im Stadtarchiv der Stadt München zu finden, Signatur NL-SCHM-WI.